# Stjernefæstning
En stjernefæstning eller trace italienne (afledt af ikke-standard fransk, der betyder "italiensk omrids") er en befæstning, der blev udviklet i løbet af tidlig moderne tid som svar på fremkomsten af krudtvåben som kanoner, der gjorde tidligere middelalderlige befæstningsmetoder forældede. Denne type befæstning opstod i midten af det 1400-tallet i Italien. Visse typer, især når de blev kombineret med raveliner og andre forværker, minder om de beslægtede stjernefæstninger fra samme periode.
Stjernefæstninger er normalt designet som en polygon med bastioner i murens hjørner. Disse fremspring eliminerede beskyttede blinde vinkler, kaldet "døde zoner", og muliggjorde skydning langs kurtinemuren fra positioner beskyttet mod direkte beskydning. Mange bastionfæstninger er også udstyret med cavalierer, som er forhøjede sekundære strukturer, der er fuldstændigt indbygget i den primære struktur.
Eksempler på stjernefæstninger i Danmark tæller Kastellet i København og Kronborg i Helsingør.

## Galleri
- Kort over Palmanova i 1593. Byen er omkranset med store venetianske forsvarssystemer, der er et UNESCO verdensarvssted.[6]
- Ciudadela de Jaca, Spanien
- Vesting Bourtange renoveret til at have udseende som da det sted færdig i 1742 Groningen, Holland
- Plan over Tvrđa fra 1861, i Osijek, Kroatien
- Model af byen Naarden, Holland
- Sankt Elizabethfæstningen, Ukraine
- Dronofoto af Kastellet i København, Danmark